# ولادیمیر سولویوف (فضانورد)
ولادیمیر سولویوف (فضانورد) (به انگلیسی: Vladimir Solovyov (cosmonaut)) فضانورد اهل اتحاد شوروی است که در ۱۱ نوامبر ۱۹۴۶ در مسکو زاده شد. وی در مأموریت سایوز تی-۱۰، سایوز تی-۱۵ حضور داشته است.